# 불동구족

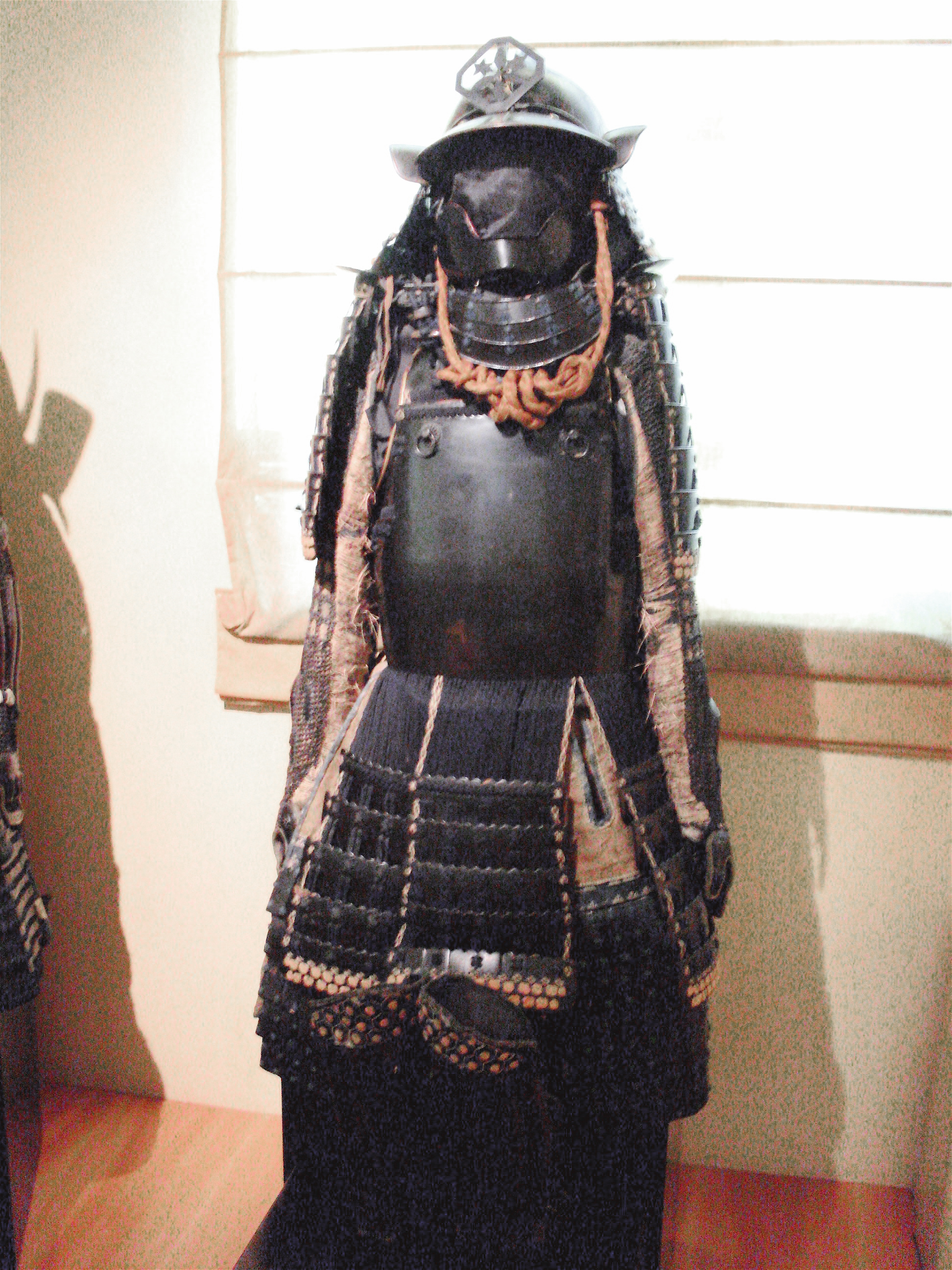

불동구족(일본어: 仏胴具足 호토케도우구소쿠[*])은 근세 일본 갑옷인 당세구족의 일종으로서 몸통 표면에 이음매가 보이지 않는 것을 가리킨다.
불상은 가슴에 이음매가 없기에 이에 착안해 불동(부처 몸통)이라는 이름이 붙었다.